# Витебский диоцез
Витебский диоцез (бел. Віцебская дыяцэзія, лат. Dioecesis Vitebscensis) — католическая епархия (диоцез) в Беларуси с центром в городе Витебск. Занимает территорию Витебской области, суффраганна по отношению к Минско-Могилёвскому архидиоцезу. Покровителем епархии является Святой Иосафат.

## История
13 октября 1999 года Римский папа Иоанн Павел II издал буллу «Ad aptius consulendum», которой учредил епархию Витебска, выделив её из Минско-Могилёвского архидиоцеза.
В 2004 году учреждены епархиальные структуры, созданный епархиальная курия Витебской капитулы, епархиальный суд.
На первоночальном этапе диоцез находился в плачевном экономическом состоянии. Нунций Грушовский вспоминает: «Эта новая епархия бурлит верой и жизнью, но она бедная и у них ничего нет. И когда я говорю «ничего», это значит «совсем ничего». Нет даже самых необходимых вещей, без которых мы не представляем свою жизнь.»  Описывая новый кафедральный собор, нунций вспоминает: “Но это был не собор в том смысле, как его понимают на богатом Западе. Это был очень скромный костел, все было на распашку и дуло со всех сторон”.
Роль Кафедрального собора до июня 2011 года исполнял Собор Святой Барбары в Витебске. 18 июня 2011 года епископская кафедра была торжественно перенесена во вновь построенный витебский Собор Иисуса Милосердного.
С момента создания и до 23 февраля 2013 года диоцез возглавлял епископ Владислав Блин.
29 ноября 2013 года Папа Франциск назначил Олега Буткевича новым епископом Витебска.
На 2019 год в Витебской епархии насчитывается 94 прихода в 11 деканатах, в которых несут служение 51 епархиальный и 37 законных священников и 1 диакон, а также 47 монахинь и 2 законных брата; в епархиальных семинариях обучается 3 клерика. Количество верующих Витебской епархии составляет примерно 170 тысяч человек.

## Ординарии епархии
- епископ Владислав Блин (13.10.1999 — 23.02.2013);
- епископ Олег Буткевич (29.11.2013 — по настоящее время).

## Структура
Занимает территорию Витебской области, епархия суффраганна по отношению к Минско-Могилёвскому архидиоцезу.
Список приходов Витебского диоцеза

### Деканаты
| - Браславский - Витебский - Глубокский - Докшицкий - Лепельский | - Миорский - Оршанский - Полоцкий - Поставский |  |

## Статистика
На конец 2014 года из 1 431 800 человек, проживающих на территории епархии, католиками являлись 172 000 человек, что соответствует 12,0 % от общего числа населения епархии.
| год  | население | население | население | священники | священники        | священники         | священники                           | постоянные диаконы | монахи  | монахи  | приходы |
| год  | католики  | всего     | %         | всего      | белое духовенство | черное духовенство | число католиков на одного священника | постоянные диаконы | мужчины | женщины | приходы |
| ---- | --------- | --------- | --------- | ---------- | ----------------- | ------------------ | ------------------------------------ | ------------------ | ------- | ------- | ------- |
| 2004 | 140 000   | 1 400 000 | 10,0      | 80         | 40                | 40                 | 1.750                                |                    | 55      | 69      | 83      |
| 2010 | 170 000   | 1 448 000 | 11,7      | 97         | 54                | 43                 | 1.752                                |                    | 55      | 53      | 140     |
| 2014 | 172 000   | 1 431 800 | 12,0      | 104        | 64                | 40                 | 1.653                                |                    | 55      | 58      | 142     |

## Источник
- Annuario Pontificio, Libreria Editrice Vaticana, Città del Vaticano, 2003, ISBN 88-209-7422-3
- Булла Ad aptius consulendum (лат.)